# Día de Darwin
El Día de Darwin es una celebración instituida para conmemorar el aniversario del nacimiento de Charles Darwin, el 12 de febrero de 1809. Su objetivo es inspirar a la población mundial para la reflexión y la acción en los principios de coraje intelectual, curiosidad perpetua, pensamiento científico y hambre por la verdad, tal como los personificó Charles Darwin.

## Apoyos
El primer apoyo del evento surge de asociaciones de librepensadores, organizaciones humanistas y la Fundación por la Libertad Religiosa. El Center for Inquiry y la American Humanist Association, en Estados Unidos, así como la British Humanist Association, en Reino Unido, han ayudado a difundir el Día de Darwin. En 1999, la Campus Freethought Alliance y la Alianza de las Sociedades Humanistas Laicas comenzaron a promover el Día de Darwin entre sus miembros. Todos los grupos humanistas y escépticos son bienvenidos para incrementar las celebraciones alrededor del 12 de febrero tanto en Estados Unidos como otros países.

## 2009
2009 fue un año importante para la celebración, al conmemorar el 200.º aniversario del nacimiento y el 150.º aniversario de la publicación de la obra más conocida del científico Charles Darwin, El origen de las especies, con la participación de la Universidad de Cambridge y el Museo de Historia Natural de Londres, entre otros.